# Clash MMA
Clash (dříve Clash Of The Stars) je česko-polská organizace bojových sportů (MMA, box, Muay Thai, sumó apod.), zaměřující se výhradně na zápasy influencerů. Společnost byla založena 15. června 2021 se sídlem v Praze, jednateli jsou Tyberiusz Jakub Łabudek a Tomáš Linh Le Sy.

## Informace
Zakladatelem a promotérem je Tomáš Linh Le Sy, bývalý zápasník tuzemské organizace Oktagon MMA, ve které se nejvíce zviditelnil svou účastí v tematické reality-show Oktagon Výzva 3.
Organizace se zaměřuje zejména na souboje influencerů, kteří se mezi sebou utkávají na jednotlivých galavečerech moderovaných Jakubem Jírou. Záznamy z turnajů jsou dostupné na stránkách společnosti formou pay-per-view.
Soutěž cílí zejména na sledovanost a popularitu, což kritizují někteří profesionální MMA sportovci, jako například trenér a rozhodčí Jakub Müller nebo zápasník Patrik Kincl.

## Kontroverze
Tadeáš Veselý, známý jako „GangstaBoy“, vystoupil již na prvním galavečeru Clash Of The Stars. Veselý se veřejně přiznal k užívání drog, které podle něj sloužily jako únik z reality, a zároveň se otevřeně podělil o své zkušenosti s psychickými problémy. Ty jej dokonce dovedly k dobrovolnému pobytu v psychiatrické léčebně.
Média rovněž upozornila na jeho konflikty se zákonem, včetně incidentu, kdy údajně skončil na jednotce intenzivní péče po střetu s policií. Jeho spory však přesahují i do oblasti financí. V listopadu 2024 čelí žalobě poté, co měl dle svědectví vzít zálohu 50 tisíc korun na smluvně dohodnuté promo akce, které následně ignoroval.
Kontroverzně také působí zápas z osmého galavečeru, který Veselý vzdal v první vteřině zápasu s Miroslavem „Fayne“ Lonerem.
V září 2024 se na sociálních sítích objevilo video, kde Veselý údajně bodá mladíka nožem. Veselý se také v lednu 2025 vyjádřil, že byl napaden na ulici.
Tadeáš Růžička, vystupující pod přezdívkou „Mawar“, který zápasil právě s Tadeášem Veselým na pátém galavečeru, byl aktérem několika kontroverzních událostí. V roce 2023 uniklo video bezvládně ležícího muže, který je fackován. Útočníkem byl právě Růžička, který byl následně v roce 2024 odsouzen na 11 měsíců do vězení s podmíněným odkladem na 40 měsíců. Další kontroverzní obvinění se objevilo v srpnu 2023, kdy měl Růžička napadnout svou přítelkyni a další mladou dívku. Další obvinění padlo na Růžičku z napadení muže na pražském koupališti. V reakci na tyto události s ním organizace Clash Of The Stars nepokračovala ve spolupráci.
Samir Margina během předzápasové tiskové konference k devátému galavečeru urážel lidi z LGBTQ skupiny a vyhrožoval jim smrtí, přičemž mu byla pořadatelem zrušena účast, případem se rovněž zabývala policie. Pořadatel se od jeho slov prostřednictvím Instagramu distancoval, jeho protivníci dostali nového soupeře. Na tento incident reagovali také sponzoři (Fortuna, TV Prima,...), kteří se od tohoto incidentu distancovali.
Hana Gelnárová před devátým galavečerem na svém instagramovém profilu zveřejnila video, ve kterém hajluje a v pozadí je slyšet pochodová píseň Erika. Hojně používaná za 2. světové války příslušníky NSDAP a Wehrmachtu. Zápasnice se následně za video omluvila s vysvětlením, že nevěděla, co zdvižená pravice znamená.
Jiří Bláha, vystupující na internetu pod přezdívkou „Novby“, byl součástí osmého galavečeru a měl mít zápas i na dalším turnaji, tento zápas byl ovšem zrušen. Bláha měl údajně podle obžaloby obtěžovat nezletilou dívku a vyžadovat po ní nahé fotografie.
Lukáš Bukovaz, zápasník vystupující pod přezdívkou „Bukys“, byl před devátým galavečerem vyhozen za to, že je v podmínečném trestu, protože měl před několika lety sex s nezletilou dívkou. Bukovaz se také objevil v řadě zahraničních mediích poté, co na osmém galavečeru požádal svou přítelkyni o ruku přímo v kleci, ta ho však odmítla.
Nikola Lauberová, která měla mít zápas na sedmém galavečeru, však nenastoupila do zápasu proti Drahomíře Jůzové, důvodem mělo být nevhodné nástupové vystoupení. Lauberová také na sedmé a deváté tiskové konferenci polila fekáliemi jiné zápasníky, za tyto incidenty byla z organizace vyhozena.
Napodobování: Na sociálních sítích se objevují videa kde si děti hrají na podobné turnaje po vzoru Clash Of The Stars. Případem se zabývá policie.
Podplácení: Organizace byla také několikrát nařknuta z podplacených a domluvených zápasů. Z tohoto podezření organizaci opustili Patrik „Žralok“ Hübler a Ondřej „Gappa“ Bihary.
Drogy: Organizace byla v mediích také několikrát propírána z toho, že zápasníci užívají drogy. 

## Soutěžící
Nejvýraznější postavou Clash of the Stars je zřejmě Filip Grznár, profesionální kulturista a rovněž MMA zápasník. Grznár se objevil na pěti galavečerech soutěže. Pozornost připoutal například jeho souboj s youtuberem Alešem „Psychopatem“ Bejrem dle pravidel thajského boxu, kolem něhož se soupeři navzájem napadli i mimo zápas. Podobně probíhal i zápas samotný, při němž Bejra vážně zranil rozhodčí. Na sedmém turnaji se Bejr utkal s Jaromírem Soukupem, ale kvůli nerespektování pravidel Boxu byl během zápasu diskvalifikován a prohrál.

## Rozdělení vah a šampioni

### Muži
- Pérová váha (61,7–65,8 kg) – Adam „Bergino“ Berger
- Střední váha (77,1–83,9 kg) – Tomáš „Dynamo“ Křižan
- Polotěžká váha (83,9–93 kg) – Filip Grznár
- Těžká váha (93,1–120,2 kg) – Karlos Benda

### Ženy
- Bantamweight (56,7–61,2 kg) – Hana „KrutoHanka“ Gelnárová

## Turnaje

### Clash of the Stars 1
Datum22. ledna 2022
MístoČeský Těšín
| Jméno                                                                   | Disciplína | Poznámka                               |
| ----------------------------------------------------------------------- | ---------- | -------------------------------------- |
| Marek „Datel“ Valášek def. Dominik „Vercetti“ Vyšata                    | MMA        |                                        |
| Valérie „XHOLAKYS“ Holáková def. Silvia Dellai                          | Kickbox    |                                        |
| Jan „Honzi“ Michálek def. Martin „Bez trika“ Binder                     | MMA        |                                        |
| Vít „Vítek z FiziStyle“ Daněk def. Daniel „Danny z TvTwixx“ Sonnleitner | MMA        |                                        |
| Filip Grznár def. Michal „PsychoMichal“ Peštuka                         | MMA        |                                        |
| Martin „Budík“ Budín def. Lukáš „HuHu“ Procházka                        | Box        |                                        |
| Lukáš „Luktuma“ Tůma def. Tadeáš „Gangstaboy“ Veselý                    | MMA        | „Plavecký zápas“ Tadeáše Veselého.     |
| Leo Brichta, Lukáš Fajk def. Daniel Šutera, Michal Zbožínek             | MMA        | Zápas 2 na 2. (Profesionál vs. Amatér) |

### Clash of the Stars: Round 2
Datum25. června 2022
MístoHala Královka, Praha
| Jméno                                                                 | Disciplína   | Poznámka          |
| --------------------------------------------------------------------- | ------------ | ----------------- |
| Marek „Datel“ Valášek def. Jakub „Freescoot“ Smrek                    | MMA          |                   |
| Vojtěch „Sensey“ Prell def. Miroslav „Fayne“ Loner                    | MMA          |                   |
| Nadia „Habibi“ Dridi def. Silvia Dellai                               | Kickbox      |                   |
| Filip Grznár def. Adam „Dynamic“ Josef                                | MMA          |                   |
| Jan „Geybn“ Havel def. Lukas „Lboy“ Nárovec                           | MMA          |                   |
| Patrik „Koleso“ Pešava def. Lukáš Kril                                | Pillow fight | Polštářová bitva. |
| Filip Roubíček def. Karel „Karlos“ Benda                              | MMA          |                   |
| Barbora „Uhlířka“ Uhlířová Angeli „Angie“ Mangombe                    | MMA          | Remíza            |
| Leoš „Rošťák Svobík“ Svoboda def. Ondřej „Kluk s kamením“ Untermuller | MMA          |                   |
| Josef Kůrka def. Michal „Psycho Michal“ Peštuka                       | MMA          |                   |
| Jiří Charizan def. Radim „Rocky“ Volák                                | MMA          |                   |

### Clash of the Stars: Room 3
Datum29. října 2022
MístoHala Královka, Praha
| Jméno                                                                  | Disciplína | Poznámka                                                                            |
| ---------------------------------------------------------------------- | ---------- | ----------------------------------------------------------------------------------- |
| Filip Grznár def. Aleš „Psychopat“ Bejr                                | Muay Thai  | Aleš Bejr zraněn poté, co mu na záda skočil rozhodčí z důvodu neposlouchání pokynů. |
| Tomáš „Dynamo“ Křižan def. Jan „Geybn“ Havel                           | MMA        |                                                                                     |
| Angeli „Angie“ Mangombe def. Klára Havlíková                           | Kickbox    |                                                                                     |
| Lukáš „Luktuma“ Tůma def. David „Olchič“ Olchava                       | MMA        |                                                                                     |
| Karel „Karlos“ Benda def. Jaroslav „Kotlár security“ Kotlár            | MMA        |                                                                                     |
| Ivan „KidAjvn“ Kloc def. Nenad „Neny“ Pleš                             | MMA        |                                                                                     |
| Hana „KrutoHanka“ Gelnarová def. Tereza Stibalová                      | MMA        |                                                                                     |
| Tadeáš „Gangstaboy“ Veselý def. Pavel „Snejks“ Měsíček                 | MMA        |                                                                                     |
| Daniel „Střelec Dáňa“ Černý, Lukáš „Bukys“ Bukovaz def. Filip Roubíček | Muay Thai  | Zápas 2 na 1.                                                                       |
| Matouš Kaluba def. Jiří „MaxGreen“ Janouch                             | MMA        |                                                                                     |
| Daniel „Seaser“ Siruček def. Norbert Majkrič                           | MMA        |                                                                                     |

### Clash of the Stars: Episode IV
Datum11. března 2023
MístoO2 Universum, Praha
| Jméno | Disciplína         | Poznámka                                                                  |
| --- | ------------------ | ------------------------------------------------------------------------- |
| Jaroslav „Kotlár security“ Kotlár def. Lukáš „Huhu“ Procházka                                                        | Cage of Pain – MMA | Klec 3x3 m, původně měl zápasit Abe Charvát, nahrazen Lukášem Procházkou. |
| Kryštof Novák def. Tomáš Chlup                                                                                       | MMA                |                                                                           |
| Miroslav „Fayne“ Loner def. Tadeáš „Gangstaboy“ Veselý                                                               | MMA                |                                                                           |
| Christián „Nathan“ Dzaba def. Jakub „Freescoot“ Smrek                                                                | MMA                |                                                                           |
| Filip Roubíček def. Filip Grznár                                                                                     | MMA                |                                                                           |
| Karina „Karin Pedro“ Petrová, Petra „Inked Dory“ Úradničková def. Kristýna „Kristal Shine“ Kotianová, Denisa Ryndová | Kickbox            | Zápas 2 na 2.                                                             |
| Jan „Halien“ Štec def. Martin „ZIAMW“ Tronec                                                                         | MMA                |                                                                           |
| Ondřej „Kluk s kamením“ Untermüller def. Matouš Kaluba, Jiří „MaxGreen“ Janouch                                      | Deathmatch – MMA   |                                                                           |
| Michaela „MissProblem“ Dostálová def. Aneta Adamusová                                                                | MMA                |                                                                           |
| Václav „Král Berouna“ Flascha def. Aleš Olejník                                                                      | MMA                | Nejrychlejší K.O v historii Clashe (8 sekund).                            |
| Michal „PsychoMichal“ Peštuka def. Lukáš „Bukys“ Bukovaz                                                             | MMA                |                                                                           |
| Erik Víšek def. David Karbaš                                                                                         | MMA                |                                                                           |

### Clash of the Stars 5: The Champ is Here
Datum10. června 2023
MístoO2 Universum, Praha
| Jméno                                                                   | Disciplína | Poznámka                                                                                                |
| ----------------------------------------------------------------------- | ---------- | --- |
| Tomáš „Dynamo“ Křižan def. Marek „Datel“ Valášek                        | MMA        | MMA o pás šampiona ve střední váze, Datel před zápasem nesplnil váhu.                                   |
| Tadeáš „Mawar“ Růžička def. Tadeáš „Gangstaboy“ Veselý                  | MMA        | Mawar zápasil v boxerských rukavicích a pouze v postoji, Veselý mohl normálně zápasit v pravidlech MMA. |
| Karel „Karlos“ Benda def. Jan „Diego“ Kotlár                            | MMA        | |
| Tadeáš Kuběnka def. Daniel Holomek                                      | Box        | |
| Hana „KrutoHanka“ Gelnarová def. Anastasija „Satnady“ Chomičová         | MMA        | |
| Jan „Honzi“ Michálek def. Daniel „Seaser“ Siruček                       | MMA        | |
| Dominik „Malej Zmijozel“ Radl def. Petr „Obr“ Marek                     | MMA        | Zápas dvou výškově handicapovaných bojovníků.                                                           |
| Daniel „Danny z TvTwixx“ Sonnleitner def. Jan „Dragunov je pan“ Podraný | MMA        | Podraný je nevidomý, oba dva zápasili se zavázanýma očima.                                              |
| Ondřej „Kluk s kamením“ Untermuller def. David „Fregamer“ Pražák        | MMA        | |
| Pavel „Snejks“ Měsíček def. Václav „Král Berouna“ Flachsa               | MMA        | |
| Erik Víšek def. Aleš „Aleky“ Gottwald.                                  | MMA        | Původně měl zápasit Riad Charawani, nahrazen Alešem Gottwaldem.                                         |
| Ladislav „Kukis“ Gal def. Matouš Kaluba                                 | MMA        | |

### Clash of the Stars 6: One Night in Bangkok
Datum28. října 2023
MístoO2 Universum, Praha
| Jméno                                                                                                | Disciplína  | Poznámka                                                            |
| --- | ----------- | ------------------------------------------------------------------- |
| Filip Grznár def. Lukáš „Luktuma“ Tůma                                                               | MMA         | MMA o pás šampiona v Light heavyweight.                             |
| Anastasija „Satnady“ Chomičová def. Gabriela „Playstation Princess“ Žaludová                         | MMA         |                                                                     |
| Adam „Bergino“ Berger def. Riad „Riad“ Charawani                                                     | MMA         |                                                                     |
| Marek „Datel“ Valášek def. Jaroslav „Kotlár Security“ Kotlár                                         | MMA         |                                                                     |
| Lukáš „Král Pablo“ Bartoš def. Patrik „Corleone“ Horváth                                             | MMA         |                                                                     |
| Veronika Zajícová Michaela „MissProblem“ Dostálová                                                   | UNDERGROUND | No Contest – Dostálová si lehla na zem a odmítla v boji pokračovat. |
| Dominik „Malej Zmijozel“ Radl def. Jiří „MaxGreen“ Janouch                                           | MMA         |                                                                     |
| Lukas „Lboy“ Nárovec def. Daniel „Icko“ Klement                                                      | Muay Thai   | Bez rukavic                                                         |
| Pavel „Snejks“ Měšíček def. Šimon „Sajmonos“ Valenta                                                 | MMA         |                                                                     |
| Patrik „Žralok“ Hübler def. René „Rendys“ Blahovský                                                  | MMA         |                                                                     |
| Peter „Kobra“ Kuťka def. Lukáš „HuHu“ Procházka                                                      | MMA         |                                                                     |
| Tomáš Podhorný def. Radim „Rocky“ Volák                                                              | Thai box    |                                                                     |
| Karel „Karlos“ Benda def. Ladislav Tišer, Daniel „Dan Maďar“ Pizoška, Milan „Dolari Plzňako“ Lakatoš | MMA         | Zápas 1 vs. 3, každý po jednom.                                     |

### Clash of the Stars 7: Seven Sins
Datum27. ledna 2024
MístoSportovní hala Fortuna, Praha
| Jméno                                                            | Disciplína  | Poznámka                                                                        |
| ---------------------------------------------------------------- | ----------- | ------------------------------------------------------------------------------- |
| Jaromír Soukup def. Aleš „Psychopat“ Bejr                        | Box         | Bejr byl diskvalifikován za porušení pravidel boxu a musel být vyveden z klece. |
| Elmo Moravec def. Petr „Maniac Cop“ Reif                         | MMA         |                                                                                 |
| Daniel „Justbekis“ Bek def. Aleš „Aleky“ Gottwald                | MMA         |                                                                                 |
| Drahomíra „Lady Dee“ Jůzová def. Eliška Kovaříková               | MMA         | Původně měla zápasit Nikola Lauberová, nahrazena Eliškou Kovaříkovou.           |
| Alex Zach def. Dan Bayer                                         | MMA         |                                                                                 |
| Bertík Girga def. Ondřej „Gappa“ Bihary                          | Sumó        | Ondřej Bihary podezřen z prodání zápasu.                                        |
| David „Čonny“ Čonka def. Jakub Kroka                             | MMA         |                                                                                 |
| Ladislav „Kukisman“ Gal def. Ondřej „Kluk s kamením“ Untermuller | MMA         |                                                                                 |
| Václav „Baba Jaga“ Mikulášek def. Patrik „Žralok“ Hübler         | MMA         |                                                                                 |
| Dominika „Mína“ Elischerová def. Lada „Laduška“ Kašparová        | UNDERGROUND |                                                                                 |
| Denisa Ryndová def. Petra „Inked Dory“ Úradničková               | Kickbox     |                                                                                 |
| Jan Rybka def. Lukáš „Král Pablo“ Bartoš                         | MMA         |                                                                                 |
| Michal „Psychomichal“ Peštuka def. Filip Procházka               | MMA         |                                                                                 |

### Clash of the Stars 8: OSTRAVA
Datum22. června 2024
MístoOstravar Aréna, Ostrava
| Jméno                                                              | Disciplína        | Poznámka |
| ------------------------------------------------------------------ | ----------------- | --- |
| Tomáš „Dynamo“ Križan def. Filip Grznár                            | MMA               | Light Heavyweight, zápas o pás šampiona. |
| Hana Gelnárová def. Michaela "MissProblem" Dostálová               | UNDERGROUND       | |
| Marek „Datel“ Valášek def. Patrik „Žralok“ Hübler                  | MMA               | Žralok nahradil Davida „Čonny“ Čonku, který utrpěl zranění. Žralok po zápase podezřen z prodání zápasu.                                                                  |
| Alessandro "Sandro" Jandejsek def. Václav "Baba Jaga" Mikulášek    | Box, Kickbox, MMA | Václav Mikulášek diskvalifikován. |
| Karlos Benda def. Radek "Taxi kar" Blažek                          | MMA               | |
| Martin Kocián def. Pavel „Snejks“ Měsíček                          | Box               | |
| Miroslav „Fayne“ Loner def. Tadeáš „Gangstaboy“ Veselý             | MMA               | Veselý se vzdal v první vteřině zápasu. |
| Damir „Chorvat“ Vukelić def. Peter "Kobra" Kuťka                   | MMA               | Chorvat nahradil Undertakera, který utrpěl zranění. |
| Tomáš Podhorný def. Dan Bayer                                      | Box               | |
| Jiří „Novby“ Bláha def. Stanislav „Šuk-el“ Lukeš                   | MMA               | |
| Jiří Juřička def. Samir Margina                                    | MMA               | |
| Jan Michálek def. Patrik „Corleone“ Horváth, Lukáš „Bukys“ Bukovaz | MMA               | Zápas 1 vs. 2, zápasníci se mohli mezi sebou střídat plácnutím. Bukovaz po zápase požádal přítelkyni o ruku, ta ho ale odmítla a video se stalo virálním po celém světě. |
| Jiří „Chára“ Charizan def. Christian Nathan Dzaba                  | MMA               | |
| Jan Rybka def. Lukáš „Huhu“ Procházka                              | MMA               | |

### Clash of the Stars 9: SKANDÁL
Datum7. září 2024
MístoSportovní hala Fortuna, Praha
| Jméno | Disciplína     | Poznámka |
| --- | -------------- | --- |
| Hana „KrutoHanka“ Gelnárová def. Angeli „Angie“ Mangombe                                                                            | MMA            | Bantamweight, zápas o titul šampionky. |
| Pavel „Král Bulváru“ Novotný def. Zdeněk Godla                                                                                      | Box            | Původně měl zápasit Aleš „Psychopat“ Bejr, nahrazen Zděnkem Godlou. |
| Daniel „Seaser“ Siruček def. Dan „Opat“ Legenda                                                                                     | MMA            | |
| Alexander „Cverminator“ Cverna Michal Kotalík                                                                                       | Box, K1, MMA   | NO CONTEST, Cverna úder na zemi v prvním kole v pravidlech Boxu. |
| Josef „Tyson“ Škop def. Hynek „Shelby“ Hospodářský                                                                                  | Box            | Cage Box. |
| Ladislav „Kukisman“ Gal def. Jiří „MaxGreen“ Janouch, Matouš Kaluba, David „LuckySeven“ Fausek, Daniel „Danny z TvTwixx“ Sonleitner | Deathmatch MMA | Zápas ve formátu Deathmatch, 5 zápasníků v kleci a všichni proti všem. Zápas neměl časový limit a trval 20 minut. Původně měl zápasit Jan Brunclík, nahrazen Ladislavem „Kukisman“ Galem. |
| Martin Kocián def. Jack Hamid | MMA            | |
| Pavla Kladivová def. Natálie Vacková                                                                                                | MMA            | Zápasnice bojovali bez rukavic. |
| Jakub Jan „Fidorkus“ Fedor def. Stanislav „Fryhow“ Popelka                                                                          | MMA            | Původně měl být zápas Samir Margina vs. 3 „Kočkokluci“, ale z důvodu nenávistného a homofobního projevu Samira jej promotéři zrušili.                                                     |
| Alex Zach def. Kevin Dužda | MMA            | |
| René „Rendys“ Blahovský def. Marek „Syrský Kazatel“ Končok                                                                          | MMA            | |
| Patrik „Král Montáže“ Zezula def. Jan „Kokaino“ Koky                                                                                | MMA            | |
| Michal Frolík def. Michal „PsychoMichal“ Peštuka                                                                                    | MMA            | |

### Clash of the Stars 10: THE END
Datum23. listopadu 2024
MístoWinning Group Aréna, Brno
| Jméno                                                                                    | Disciplína | Poznámka                                                        |
| ---------------------------------------------------------------------------------------- | ---------- | --------------------------------------------------------------- |
| Karlos Benda def. Patrik „Žralok“ Hübler                                                 | CAGE BOX   | Původně měl zápasit Jaromír Soukup, nahrazen Patrikem Žralokem. |
| David „Čonny“ Čonka, Lukáš „Král Pablo“ Bartoš def. Marek „Datel“ Valášek, Matěj Valášek | MMA (2v2)  | Zápas 2 vs. 2                                                   |
| Jan Rybka def. Jaroslav „Kotlár Security“ Kotlár                                         | MMA        |                                                                 |
| Alexandr „Cverminator“ Cverna def. Václav „Baba Jaga“ Mikulášek                          | CAGE BOX   |                                                                 |
| Veronika Zajícová def. Nadya „Habibi“ Dridi                                              | K1 bambule |                                                                 |
| Josef „Tyson“ Škop def. Denis Drbal                                                      | CAGE BOX   |                                                                 |
| Marek „Podnikatel“ Bílý def. Pavel „Snejks“ Měsíček                                      | MMA        |                                                                 |
| Ondřej „Kluk s kamením“ Untermüller def. Stanislav Lukeš                                 | MMA        |                                                                 |
| Daniel „Icko“ Klement def. Václav „Soyeros“ Sura                                         | MMA        |                                                                 |
| Leoš „Rošťák Svobík“ Svoboda def. Daniel Kladoš                                          | MMA        | Souboj Davida s Goliášem (67 KG vs. 182,5 KG)                   |
| Petr „Maniac Cop“ Reif def. Adam „Adam Security“ Bártfai                                 | MMA        | Zápas Policista vs. Security.                                   |
| Josef „Pepa“ Zajíček def. Adam Langley                                                   | MMA        |                                                                 |
| Marek „Justin Case“ Šorm def. Ondřej „Masaryk“ Tomanec                                   | MMA        |                                                                 |
| Zdeněk „Pupar“ Podraný def. Petr „King Kong“ Pirko-puló                                  | MMA        |                                                                 |

### CLASH 11: STRONGER THAN EVER
Datum1. března 2025
MístoSportovní hala Fortuna
| Zápas | Disciplína                 | Poznámky |
| --- | -------------------------- | --- |
| Jakub „Anakonda“ Enžl def. Marek „Datel“ Valášek                                                               | Box (Open weight)          | Hlavní zápas večera, původně měl zápasit Jan Jiruše, nahrazen Markem Valáškem. |
| Karlos Benda def. Jan Rybka                                                                                    | MMA (o titul v těžké váze) | Heavyweight, zápas o pás šampiona v těžké váze. Původně měl zápasit Filip Grznár, nahrazen Janem Rybkou                                                                                           |
| Michal „Ironman“ Kotalík def. Alexandr „Cverminator“ Cverna                                                    | MMA                        | |
| Dominika „Mína“ Elisherová def. Denisa „Denča“ Ryndová                                                         | MMA                        | |
| Tomáš Podhorný def. Lukas Milan Emilio „Lboy“ Narovec                                                          | MMA                        | Tomáš Podhorný si jako první účastník Clashe odnesl z turnaje po hlasování fanoušků na oficiálním Instagramu bonus za výkon večera v hodnotě 100 000 Kč. Ten si rozdělil na půl se svým soupeřem. |
| Milan „Dolari Plzňako“ Lakatoš, Jiří „Maxgreen“ Janouch, Vojtěch „Neymar 4D“ Rigo def. Marek „Podnikatel“ Bílý | MMA                        | |
| Sámer Issa def. Martin Kocián                                                                                  | MMA                        | |
| Samir Margina Jakub Jan „Fidorkus“ Fedor                                                                       | MMA                        | Remíza |
| Marián „Mayo“ Zsemlye def. Jakub Mohamed Ali                                                                   | MMA                        | |
| Ondřej „Kluk s kamením“ Untermüller def. Tadeáš „Gangstaboy“ Veselý                                            | MMA                        | |
| Jaroslav „Kotlár Security“ Kotlár Adam „Adam Security“ Bártfai                                                 | MMA                        | Jaroslav Kotlár kontumačně vyhrál. Adam Bártfai kvůli zranění nenastoupil do zápasu. |
| Lukáš „Prcalík“ Přidal def. David „Penetrátor“ Spevak                                                          | MMA                        | Zápas dvou výškově handicapovaných zápasníku. |
| Zdeněk „Pupar“ Podraný def. Milan „Bourák“ Hoffinger                                                           | MMA                        | |
| Patrik „Mámovo kluk“ Pokoš def. Jan „V.I.P. exekutor“ Šamko                                                    | MMA                        | Původně měl zápasit Rony Lubkenzo, nahrazen Janem Šamkem. |

### CLASH 12: REVENGE
Datum7. června 2025
MístoTIPOS ARENA, Bratislava
| Zápas                                                    | Disciplína | Poznámky                                                                    |
| -------------------------------------------------------- | ---------- | --------------------------------------------------------------------------- |
| Karel „Karlos“ Benda def. Jaroslav „Security“ Kotlár     | MMA        | Klec strachu (3×3 m)                                                        |
| Tomáš Podhorný def. Tomáš „Dynamo“ Križan                | MMA        | Tomáš Podhorný nastupuje za zraněného Filipa Grznára                        |
| Hanka „Krutohanka“ Gelnárová def. Lucie Sedláčková       | MMA        | Bantamweight, zápas o pás šampionky                                         |
| Michal Kotalík def. Alexander „Cverminator“ Cverna       | MMA        | Odveta trilogie                                                             |
| Samir Margina def. Jakub Jan „Fidorkus“ Fedor            | MMA        | Odveta                                                                      |
| René „Rendys“ Blahovský def. Patrik „Žralok“ Hübler      | MMA        | Odveta                                                                      |
| Marek „Datel“ Valášek def. Jaromír Soukup                | Box        |                                                                             |
| Stanislav Lukeš def. Peter „Kobra“ Kuťka                 | MMA        |                                                                             |
| Jan Rybka def. Lukáš „Král Pablo“ Bartoš                 | Thai box   | Odveta                                                                      |
| Adam „Bergino“ Berger def. Alex Zach                     | MMA        | Featherweight, zápas o pás šampiona                                         |
| Miloš „Milardo“ Matúš def. Marián „Mayo“ Zsemlye         | MMA        |                                                                             |
| Jan „Tlustý Honza“ Kokš def. Daniel „Tlustý Máša“ Kladoš | Box        | Daniel „Tlustý Máša“ Kladoš nastupuje za zraněného Ondřeje „Gappu“ Biharyho |
| Michal Zátorský def. Josef „Tyson“ Škop                  | Box        |                                                                             |
| Yunus Yilmaz def. Tadeáš Kuběnka                         | MMA        | Kamarád Sugar Danny vs Ex přítel Sugar danny                                |

### CLASH 13: STRANGER
MístoPardubice, Česko
Datum27. září 2025
|                                                                                            | Disciplína              | Poznámka                             |
| ------------------------------------------------------------------------------------------ | ----------------------- | ------------------------------------ |
| Jaroslav „Security“ Kotlár vs. Leo Beránek                                                 | Muay Thai               | Hlavní zápas                         |
| Dominika „Mína“ Elisherová vs. Angeli „Angie“ Mangombe                                     | MMA                     | Zápas v muší váze o titul šampionky. |
| Václav ,,Baba Jaga" Mikulášek vs. Gabriel Török                                            | MMA                     |                                      |
| Zdeněk „Pupar“ Podraný vs. Tomáš Pollák                                                    | Box v MMA rukavicích    |                                      |
| Samir Margina vs. Natan ,,Kraken" Marcoń                                                   | Thaibox + hlavičky      |                                      |
| Pavol ,,Pali Hari' Vaško vs. Lukáš „Král Pablo“ Bartoš, Marek ,,Podnikatel" Bílý           | Muay Thai               | Zápas 1v2                            |
| Filip Rudolf, Denis Drbal vs. Ondřej „Masaryk“ Tomanec, Václav „Soyeros“ Sura, Kevin Dužda | MMA                     | Zápas 2v3                            |
| Martin Kocián vs. Jaroslav Bobowski                                                        | Box                     |                                      |
| Marianna Schreiber vs. Gabriela „Playstation Princess“ Žaludová                            | MMA                     |                                      |
| Jiří „Maxgreen“ Janouch vs. Lukáš „Prcalík“ Přidal                                         | MMA                     |                                      |
| Matouš Kaluba vs. Vladimír Šamanský                                                        | MMA                     |                                      |
| Julius Oračko vs. David „Penetrátor“ Spevak, Petr „Obr“ Marek a Polakovič                  | MMA (bez kopů do hlavy) | Zápas 1v3                            |

## B4THECLASH
Před každým turnajem probíhá série předzápasových rozhovorů s účinkujícími bojovníky, která je nazvaná B4THECLASH (before The Clash; česky „před Clashem“). Je vždy živě a zdarma přenášena na videoplatformě YouTube s cílem zvýšit povědomí o dosud neznámých bojovnících nebo např. i vytvářením sporů mezi nimi, podobně jako tomu je například v reality show. Přenos většinou moderuje Tomáš Linh Le Sy (jednou zastoupen Jakubem Jírou, podruhé „Jenysem“) a setkávají se zde jeden nebo dva páry zápasníků.